# Tom Moore (Soldat)

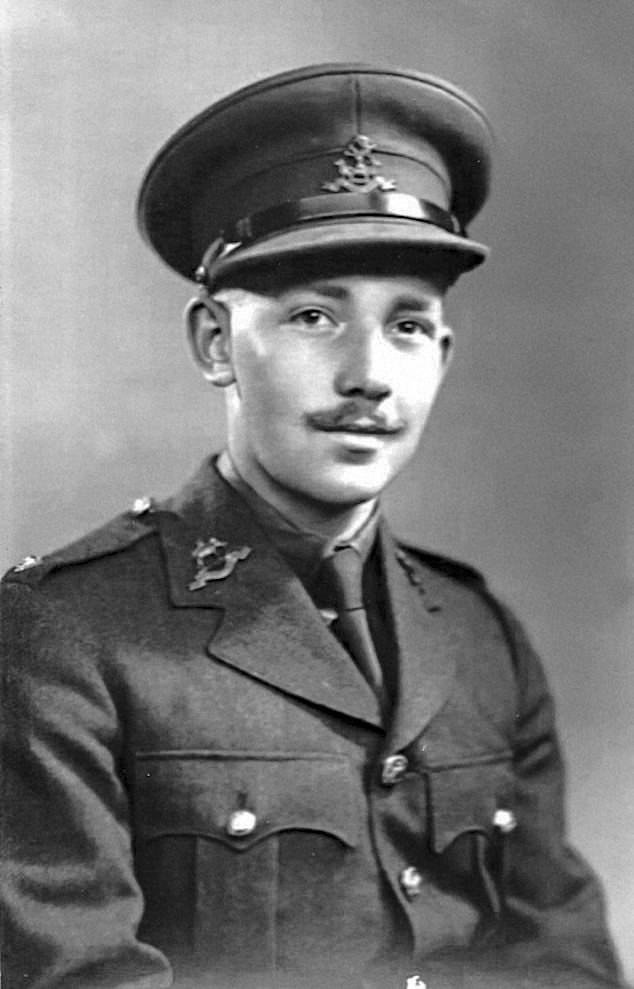
Tom Moore als Soldat, um 1940

Sir Thomas Moore (* 30. April 1920 in Keighley; † 2. Februar 2021 in Bedford), bekannt als Captain Tom, war ein britischer Offizier und Geschäftsmann, der im Jahr 2020 während der COVID-19-Pandemie rund um seinen 100. Geburtstag als Spendensammler bekannt wurde. Er bekam zwei Einträge im Guinness-Buch der Weltrekorde, einmal für die höchste gesammelte Geldsumme bei einem individuellen Spendenlauf und zum anderen als älteste Person, die einen Nummer-eins-Hit in den britischen Singlecharts hatte. Im Juli 2020 wurde er von Königin Elisabeth II. auf Schloss Windsor zum Ritter geschlagen. 

## Leben
Moore besuchte die Grammar School in Keighley und begann danach eine Ausbildung zum Bauingenieur. 1940 musste er seine Ausbildung unterbrechen, da er im Zuge des Zweiten Weltkriegs in die British Army eingezogen wurde. Er diente im 8. Bataillon des Duke of Wellington’s Regiment und war mit diesem an der Küste Cornwalls stationiert, um eine mögliche Invasion der Wehrmacht zu verhindern. Bald darauf wurde Moore für die Offiziersausbildung ausgewählt und im Juli 1941 zum Second Lieutenant befördert. Als solcher wurde er dem Royal Armoured Corps zugeteilt und 1941 nach Britisch-Indien geschickt. Dort leitete er einen Motorradkurs für sein Regiment in Bombay und wurde danach nach Kalkutta versetzt. Später kämpfte er als Teil der 14. Armee im Burmafeldzug. Im Oktober 1942 wurde er zum Lieutenant und im Oktober 1944 in den temporären Rang eines Captain befördert. Nach seiner Rückkehr in das Vereinigte Königreich wurde er Ausbilder in der Armoured Fighting Vehicle School in Bovington Camp in Dorset und blieb dort bis zur Demobilisierung der Truppen im Frühjahr 1946.
Nach dem Krieg arbeitete Moore als Geschäftsführer einer Betonfirma. 1969 heiratete er. Aus der Ehe gingen die Töchter Hannah und Lucy hervor. Ab 2006 war Moore verwitwet.
Tom Moore erkrankte zuletzt an einer Lungenentzündung und dann an COVID-19. Er wurde am 31. Januar 2021 ins Krankenhaus eingeliefert, da er Hilfe bei der Atmung benötigte, und starb am 2. Februar 2021. Aufgrund der Lungenentzündung war er nicht gegen COVID-19 geimpft worden. Am 27. Februar fand eine Trauerfeier mit militärischen Ehren in Bedford statt, seine Asche wurde im Familiengrab in Moores Heimatstadt Keighley beigesetzt.

## Spendenaktion während der COVID-19-Pandemie

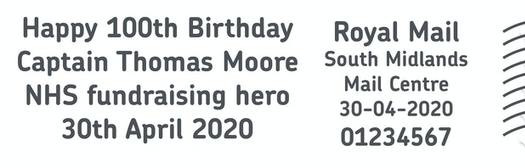
Sonderstempel anlässlich Moores 100. Geburtstags

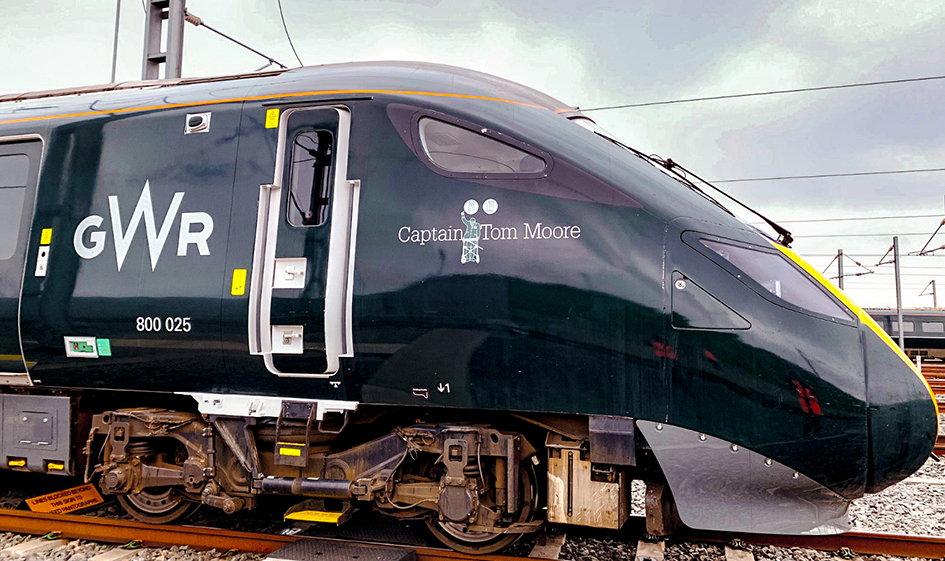
Nach Moore benannter Zug der Great Western Railway

Moore plante während der COVID-19-Pandemie, 100 Runden mit seinem Rollator in seinem Garten zu drehen, um auf diese Weise 1000 Pfund an Spenden für den National Health Service (NHS) zu generieren. Am 6. April 2020, wenige Wochen vor seinem 100. Geburtstag, begann Moore mit seinem Spendenlauf. Wegen des anhaltenden Spendenerfolgs setzte er seine Aktion über die geplanten 100 Runden hinaus fort. Bis zum 20. Mai 2020 hatte er über 32,7 Millionen Pfund gesammelt.
Die Royal Mail würdigte sein Engagement mit einem Sonderstempel zu seinem 100. Geburtstag. Der Aufdruck lautet „Happy 100th Birthday Captain Thomas Moore NHS fundraising hero 30th April 2020“ (deutsch „Alles Gute zum 100. Geburtstag Hauptmann Thomas Moore NHS-Fundraising-Held 30. April 2020“).
Zu seinem 100. Geburtstag erhielt Tom Moore 125.000 Glückwunschkarten von Unterstützern aus der ganzen Welt. Die Royal Air Force gratulierte mit einem Überflug zweier Jagdflugzeuge des Battle of Britain Memorial Flight.
Gemeinsam mit dem Sänger Michael Ball spielte Moore eine Coverversion des Lieds You’ll Never Walk Alone ein, die am 24. April 2020 den ersten Platz der britischen Singlecharts erreichte. Er ist damit die älteste Person, die bis dahin jemals einen Nummer-eins-Hit hatte.
Die Eisenbahngesellschaft Great Western Railway benannte einen Zug der Britischen Klasse 800 nach Moore. Anlässlich seines 100. Geburtstags wurde er zum Honorary Colonel des Army Foundation College ernannt.
Auf Vorschlag von Premierminister Boris Johnson wurde Moore zum Knight Bachelor geadelt, da er „das ganze Land inspiriere“ und wie ein „Leuchtfeuer im Nebel des Coronavirus“ sei. Den Ritterschlag erhielt er am 17. Juli 2020 auf Schloss Windsor von Königin Elisabeth II. persönlich.
Im September 2020 erschien Moores Autobiografie Tomorrow Will Be A Good Day: My Autobiography.
Am 23. September 2020 wurde berichtet, dass Moore einen Kino-Filmvertrag mit Fred Films and Powder Keg Pictures unterschrieben habe. Sein Leben soll in einem Spielfilm behandelt werden.